# Ralf Wolter
Pour les articles homonymes, voir Wolter.
Ralf Wolter, né le 26 novembre 1926 à Berlin (Allemagne) et mort en 14 octobre 2022 à Munich (Allemagne),,, est un acteur allemand.

## Biographie
Venant d'une famille d'artistes, après une formation d'acteur à Berlin, Ralf Wolter joue dans des théâtres de Berlin et de Potsdam. Sa passion pour les textes humoristiques et la musique le conduit au cabaret.
En 1951, il fait sa première apparition au cinéma dans Die Frauen des Herrn S. (de). Il incarne bientôt des rôles de benêt. Les années suivantes, il joue dans des films musicaux comme Wenn die Conny mit dem Peter et Freddy, die Gitarre und das Meer (de).
En 1961, Ralf Wolter joue à côté de James Cagney et de Horst Buchholz dans la comédie de Billy Wilder, Un, deux, trois, un agent soviétique chauve. En 1962, il est présent dans le western adapté d'une œuvre de Karl May Le Trésor du lac d'argent. Il revient dans toute la série des films de Winnetou avec Pierre Brice et Lex Barker. Il est aussi dans les autres adaptations des romans d'aventures de Karl May comme Au pays des Skipétars, Les Mercenaires du Rio Grande : Le Trésor des Aztèques ou Die Heiden von Kummerow und ihre lustigen Streiche.
En 1975, il tourne pour la télévision comme dans Tatort, Le Renard, Ein Schloß am Wörthersee ou Küstenwache (de).
En mai 2002, il fait une manœuvre dangereuse sur la Bundesautobahn 24, causant un accident qui fait trois morts. Il quitte la scène. Il est ensuite condamné à une peine d'emprisonnement de dix mois pour homicide involontaire et conduite dangereuse.
En 2007 et 2008, Ralf Wolter joue dans Jetzt oder nie – Die Comedian Harmonists le rôle de Harry Frommermann, fondateur du groupe Comedian Harmonists.

## Filmographie partielle

### Cinéma
- 1951 : Die Frauen des Herrn S. (de)
- 1956 : Der müde Theodor (de)
- 1956 : Das alte Försterhaus (de)
- 1956 : Der Adler vom Velsatal (de)
- 1956 : Der Glockengießer von Tirol (de)
- 1957 : Les Confessions de Félix Krull
- 1957 : Viktor und Viktoria
- 1958 : L'Auberge du Spessart
- 1958 : Schmutziger Engel (de)
- 1958 : Le Temps d'aimer et le Temps de mourir
- 1958 : Wenn die Conny mit dem Peter
- 1959 : Schlag auf Schlag (de)
- 1959 : Das schöne Abenteuer
- 1959 : Natürlich die Autofahrer (de)
- 1959 : Drillinge an Bord (de)
- 1959 : Freddy, die Gitarre und das Meer (de)
- 1959 : Des roses pour le procureur
- 1959 : Alle Tage ist kein Sonntag
- 1959 : Peter Voss – der Held des Tages (de)
- 1960 : Wir Kellerkinder
- 1960 : Conny und Peter machen Musik (de)
- 1961 : Robert und Bertram (de)
- 1961 : Eine hübscher als die andere (de)
- 1961 : Un, deux, trois
- 1962 : Musica-stop
- 1962 : Le Trésor du lac d'argent
- 1963 : La Révolte des Indiens Apaches
- 1963 : Liebe will gelernt sein (de)
- 1964 : Les Cavaliers rouges
- 1964 : Les Chercheurs d'or de l'Arkansas
- 1964 : Das Wirtshaus von Dartmoor (de)
- 1964 : Au pays des Skipétars
- 1964 : Du grisbi pour Hong Kong
- 1965 : Les Mercenaires du Rio Grande : Le Trésor des Aztèques
- 1965 : Mission dangereuse au Kurdistan (Durchs wilde Kurdistan) de  Franz Josef Gottlieb
- 1965 : Im Reiche des silbernen Löwen
- 1965 : Die Pyramide des Sonnengottes
- 1965 : Winnetou III
- 1966 : Le Jour le plus long de Kansas City
- 1966 : Opération San Gennaro
- 1966 : Wer kennt Johnny R.? (de)
- 1967 : Die Heiden von Kummerow und ihre lustigen Streiche
- 1967 : Der Mörderclub von Brooklyn (de)
- 1967 : Mister Dynamit – Morgen küßt Euch der Tod
- 1968 : Paradies der flotten Sünder
- 1968 : Winnetou und Shatterhand im Tal der Toten
- 1968 : Otto ist auf Frauen scharf
- 1969 : L'Auberge des plaisirs (Frau Wirtin hat auch eine Nichte) de Franz Antel
- 1969 : Charley’s Onkel (de)
- 1969 : Heintje – Ein Herz geht auf Reisen
- 1970 : Heintje – Mein bester Freund
- 1970 : Was ist denn bloß mit Willi los? (de)
- 1971 : Das haut den stärksten Zwilling um
- 1971 : Zwanzig Mädchen und die Pauker: Heute steht die Penne kopf (de)
- 1971 : Il y a toujours un fou
- 1971 : Tante Trude aus Buxtehude
- 1971 : Wir hau’n den Hauswirt in die Pfanne (de)
- 1971 : Die Lümmel von der ersten Bank (de) – Morgen fällt die Schule aus (de)
- 1971 : L'Amour en vacances
- 1972 : Kinderarzt Dr. Fröhlich
- 1972 : Cabaret
- 1972 : Meine Tochter – Deine Tochter (de)
- 1972 : Grün ist die Heide (de)
- 1973 : Alter Kahn und junge Liebe (de)
- 1977 : Waldrausch (de)
- 1977 : Le Renard: Témoignages
- 1982 : Piratensender Powerplay
- 1982 : Drei gegen Hollywood (de)
- 1983 : Un amour en Allemagne
- 1985 : Drei gegen Drei (de)
- 1992 : Otto – Der Liebesfilm (de)
- 1996 : Killer Kondom
- 2001 : Vollweib sucht Halbtagsmann
- 2002 : Quand mon cœur s'enflamme
- 2009 : Dinosaurier (de)
- 2012 : Bis zum Horizont, dann links! (de)

### Télévision
- 1963 : Das Kriminalmuseum (série télévisée) – Nur ein Schuh
- 1967 : Ein Fall für Titus Bunge (de) (série télévisée)
- 1973 : Lokaltermin (série télévisée)
- 1975 : Beschlossen und verkündet (série télévisée)
- 1977 : Le Renard: L'Otage
- 1980 : Winnetou le mescalero (de) (série télévisée)
- 1986 : Der Fahnder (série télévisée)
- 1989 : Mit Leib und Seele (de) (série télévisée)
- 1993 : Almenrausch und Pulverschnee (de) (série télévisée)
- 1994 : Großstadtrevier (de) (série télévisée)

## Crédit d'auteurs
- (de) Cet article est partiellement ou en totalité issu de l’article de Wikipédia en allemand intitulé « Ralf Wolter » (voir la liste des auteurs).